# Daudpota
Els daudpotes o dawudpotes (singular daudpota o dawudpota) foren una branca tribal, rival de la branca dels Kalhores (singular Kalhora) en el govern del Sind. La dinastia de Bahawalpur pertany també als Daudpota.
Tant els daudpota com els Kalhora pretenien ser descendents d'Abbàs ibn Abd-al-Múttalib, però només els primers es feien dir abbàssides (també a Bahawalpur). El primer ancestre comú conegut realment és Muhàmmad Čaney Khan (amb diverses variants com Čaynay, Čina, Čanni, Djihna i Činah) fill de Kaim, que havia emigrat des d'Iran al Sind a través de Mukran vers el 873 segons la data tradicional que no té credibilitat. Čaney Khan va dirigir la tribu i el van succeir els seus fills Muhàmmad Mahdi i Dawud Khan. El primer va heretar el sabre i el turbant i va tenir per successor al seu fill Ibrahim Kalhore Khan i per això els seus descendents es van dir Kalhores; Dawud Khan va heretar un alcorà i el tashib (gorra) i la musalla (tapís de pregàries).
A causa d'enfrontaments menors, Dawud es va anar a establir a Wandji, un lloc del Sind que no es pot identificar. El van succeir el seu fill Mahmud Khan i el seu net Muhàmmad Khan i després el seu germà Dawud Khan II amb què la tribu va adquirir un poder més gran. Els seus descendents foren els daudpotes si bé també van agafar aquest nom les famílies purament índies que al llarg dels temps es van considerar clients de la tribu.
Dawud II fou seguit de vuit caps, dels que Bahadur Khan II és el més destacat; Bahadur va fundar Xikarpur (1617). Un cap daudpota, Mubarak Khan I, va ajudar el príncep mogul Muizz al-Din, net d'Aurangzeb, que era subadar de Multan i Lahore, a reprimir la revolta dels Mirani, la poderosa tribu balutxi de Dera Ghazi Khan (1702) i va rebre en recompensa les viles de Shikarpur, Bakhtiyarpur i Khanpur com a djagir (feu) i la primera va esdevenir la residència del clan governant. La major part del seu govern el va dedicar a lluitar contra els seus parents Kalhora, llavors dirigits per Yar Muhàmmad Khan àlies Khudayar Khan; els dos rivals van lliurar una batalla que va durar una setmana i van patir moltes baixes. Els daudpotes van quedar finalment derrotats i van haver de demanar una treva.
Mubarak Khan I (mort 1726) va abdicar el 1723 i va arribar al poder el seu fill Sadiq Muhàmmad Khan I (1723-1746) fundador de la dinastia daudpota o abbàssida de Bahawalpur. Sadiq va annexionar Uččh i després una part del districte mogol (suba) de Multan, i el fort de Derawar conquerit a Rawal Akhi Singh de Jaisalmer. El 1739 Nadir Xah Afshar de Pèrsia va envair l'Índia i Sadiq el va esperar a Dera Ghazi Khan i se la vi sotmetre rebent el títol de nawwab (nabab), rebent les parganes (parganahs) de Siwastan i Larkana. El 1746 el sobirà dels Kalhora, Khuda Yar Khan, va atacar la capital Xikarpur i Sadiq va morir a la lluita i el va succeir Muhàmmad Bahawal Khan I que en els mesos següents va fundar diverses ciutats entre les quals (1747) Bahawalpur, que va esdevenir capital i va acabar per donar nom a l'estat daudpota. Bahawal I fou un gran constructor i va portar el seu domini a un bon grau de desenvolupament i prosperitat; destaquen els canals d'irrigació oberts arreu dels dominis on hi havia terres àrides.
Bahawal Khan I va morir el 1749 i el va succeir Muhàmmad Mubarak Khan II. El 1751 el general durrani Djahan Khan Poplazai, va atacar Uččh i després Bahawalpur, a petició d'Ali Muhàmmad Khan Khakwani, que havia conquerit Dera Ghazi Khan. Però Mubarak va derrotar l'invasor prop de Khanpur i l'estat va adquirir un gran prestigi. El 1759 va reconquerir la fortalesa de Derawar que havia estat recuperada per Rawal Ray Singh de Jaisalmer. El 1761 va esclatar la guerra contra el sobirà Kalhora de Sind, Ghulam Xah Kalhora, en coordinació amb l'afganès Ahmad Xah Abdali. La invasió dels afganesos va causar la desorganització de les forces de Bahawalpur que van haver de negociar amb els Kalhora i es va fer la pau a canvi de l'entrega d'Itr Khan, germà de Ghulam Xah, que havia obtingut refugi a Bahawalpur després d'un intent frustrat d'agafar el poder al Sind.
Mort Mubarak Khan II el 1772/1773 el va succeir el seu nebot Muhàmmad Djafar Khan de 12 anys, que es va fer anomenar Muhàmmad Bahawal Khan II. El 1777 els sikhs es van apoderar de Multan i ja no va ser mai reconquerida. El 1780 va rebre els títols de Rukn al-Dawla, de Nusrat Djang i de Hafiz al-Mulk, de l'emperador mogul Xah Alam II. El 1786 Timur Xah Durrani va atacar territori del nabab de Bahawalpur i va conquerir i saquejar la capital que finalment fou cremada i destruïda; també fou conquerida la fortalesa de Derawar i s'hi va establir una guarnició afganesa. El príncep hereu Mubarak Khan va ser pres com a ostatge i finalment col·locat al front de l'estat al lloc de Bahawal Khan II (que no va acceptar la deposició). Bahawal va resistir i va aconseguir expulsar els afganesos després de dos anys de guerra (1788); va entrar a la capital i el seu fill Mubarak fou empresonat.
Tot seguit va començar l'expansió cap als seus veïns, al·legant l'amenaça durrani. El governador d'Uččh i cap religiós, Makhdum Hamid Gandj Bakhx es va resistir, va fer aliança amb altres caps veïns i el 1799 es va revoltar; el sobirà de Bikaner, instigat per Makdum Hamid, va envair Bahawalpur i va alliberar al príncep Mubarak al que va tornar al tron. Però l'exèrcit de Bahawalpur dirigit pel príncep Abd Al·là Khan (després nabab Sadiq Muhàmmad Khan II 1809-1825) va dirigir amb eficàcia les operacions i va acabar liquidant la revolta i fent la pau amb Bikaner. Makdum Hamid va obtenir càrrecs i influència a l'estat a canvi de la pau, i la va aprofitar per revoltar-se novament el 1806 aliat a Xah Xudja al-Mulk de Kabul; fou derrotat després d'uns mesos de lluita i el 1808 el nabab va signar un tractat d'aliança amb els britànics.
Bahawal Khan II va morir el 1809 i com que el fill gran Wahid Bakhsh havia estat executat el va succeir el seu fill Abd Allah (Sadiq Muhàmmad Khan II 1809-1825). Durant el seu regnat va lluitar contra els amirs del Sind i va reprimir algunes revoltes dels seus umara; va defensar en general els seus dominis. Dera Ghazi Khan fou ocupada el 1818 per Xah Shudja però el 1819 la va perdre davant Ranjit Singh de Lahore (ocupada per l'aventurer francès general Ventura, junt amb Muzaffargarh i Multan) que la va entregar al sobirà de Bahawalpur a canvi d'un pagament anyal de 250000 rúpies. Va morir el 1825 i el va succeir Raghim Yar Khan amb el nom de Muhàmmad Bahawal Khan III (1825-1852). La pèrdua de Dera Ghazi Khan recuperada pels sikhs, va tenir la revenja del nabab, que va posar 30000 homes al servei dels britànics per conquerir Multan als sikhs; la ciutat fou ocupada per Herbert Edawards el 1848 i annexionada a les possessions de la Companyia Britànica de les Índies Orientals.
Mort Bahawal Khan III el 1852 el va succeir Saadat Yar Khan (anomenat Sadiq Muhàmmad Khan III, 1852-1853) coronat pel Makdum d'Uččh, el cap espiritual més important de l'estat, segellant la reconciliació entre els dos poders. Sadiq va maltractar als seus germans i el gran, Hadjdji Khan, es va revoltar amb suport dels caps locals (però no dels militars) fins que Sadiq es va haver d'exiliar al no obtenir el suport britànic (1853); com que va voler recuperar el poder fou enviat presoner al fort de Lahore pels anglesos (on va morir el 1863).
Hadjdji va governar amb el nom de Fath Muhàmmad Khan, i va perdre el suport de la família i la població però va resistir als intents d'enderrocar-lo i va regnar fins que va morir el 3 d'octubre del 1858 i fou succeït pel seu fill Rahim Yar Khan, amb el nom de Muhàmmad Bahawal Khan IV; a partir de 1863 es van produir revoltes locals i el nabab va morir sobtadament el 25 de març de 1866, potser enverinat, i el va succeir el seu fill de 4 anys Nawab Amir Sir Sadiq Muhàmmad Khan IV sota la regència d'un agent polític britànic (lloctinent del governador del Panjab) que fou conegut com a Subh-i Sadiq i era Xahdjahan de la casa reial, arribant a ser molt popular.
Sadiq va arribar a la majoria d'edat el 1879 i fou investit amb el poder. Va morir el 15 de febrer del 1899 i el va succeir el seu fill Muhàmmad Bahawal Khan V Abbasi amb 19 anys, amb el coronel L.J.H. Grey (1899-1903) com a regent. Va morir jove l'octubre del 1907 a Aden, quan tornava de pelegrinar a la Meca i el va succeir el seu fill Sadiq Muhàmmad Khan V Abbasi de 3 anys. De 1907 a 1922 un consell de regència va governar l'estat amb Rahim Bakhsh com a president, càrrec que va exercir 17 anys fins a l'arribada del nabab a la majoria.
Encara sota el Nawab, Sadiq Muhàmmad Khan Abbasi V, l'estat fou incorporat al Pakistan (1954) segons l'acord de 3 d'octubre de 1947. Sadiq va morir el 1966 i el va succeir en el rang el seu fill Muhàmmad Abbas Khan (nascut el 1924-mort el 1988) i a la mort d'aquest el seu fill Salah al-Din Ahmed.